# José Gonçalves (Politiker)
José Gonçalves († 1995) war ein osttimoresischer Politiker und Wirtschaftsexperte. Er führte einen Doktortitel.

## Werdegang
José Gonçalves ist der älteste Sohn von Guilherme Gonçalves, dem letzten traditionellen Herrscher von Atsabe und Mitbegründer der pro-indonesischen APODETI. Auch die Brüder von José, wie Tomás Gonçalves, engagierten sich in dieser Partei.
Gonçalves studierte 27 Jahre lang in Europa (die meiste Zeit in Portugal). Seinen Abschluss machte er in Belgien und sechs Jahre lebte er in Spanien. Am 3. Januar 1975 kehrte er nach  Portugiesisch-Timor zurück. Nach eigenen Angaben wollte er sich für sein Land einsetzten, dem es an Experten fehlte. Die Kolonie wurde von Portugal seit dem Vorjahr auf die Unabhängigkeit vorbereitet. Er sei als Mitarbeiter und vor allem Beobachter der portugiesischen Regierung gekommen und nicht um sich politisch zu engagieren. Dazu habe er sich im Gespräch mit den drei großen Parteien FRETILIN, UDT und APODETI verpflichtet. Sein Vater und seine Brüder waren Anhänger der APODETI.
Durch indonesischen Einfluss kam es zwischen der FRETILIN auf der einen Seite und UDT und APODETI auf der anderen Seite im August 1975 zum Bürgerkrieg. Die Kolonialregierung verließ überstürzt die Hauptstadt Dili und blieb auf der Dili vorgelagerten Insel Atauro. Nachdem sich die FRETILIN Ende des Monats gegen die UDT durchgesetzt hatte und der portugiesische Gouverneur sich weigerte nach Dili zurückzukehren, baute die FRETILIN eigene Strukturen auf. Gonçalves übernahm ab dem 11. Oktober die Leitung der Kommission für Wirtschaftsmanagement und -aufsicht, zusammen mit Juvenal Inácio und Domingos da Costa Ribeiro. Er war zu diesem Zeitpunkt der einzige verbliebene ausgebildete Wirtschaftsexperte in Portugiesisch-Timor. Die Kommission war für die FRETILIN das Hauptwerkzeug für den wirtschaftlichen Wiederaufbau der Kolonie. Mit den Regionalkomitees der FRETILIN und internationalen Nichtregierungsorganisationen zusammen, verteilte die Kommission auch Hilfslieferungen mit Nahrungsmittel. Dabei nutzte sie das Kapital der halbstaatlichen SAPT. Gonçalves stand auch hinter der Kampagne zur Schaffung von landwirtschaftlichen Kooperativen. In einem Interview der A Voz de Timor im Juni 1975 erklärte er bereits die beiden Schwerpunkte der FRETILIN-Wirtschaftspolitik: Erstens würde der Staat Handels- und Industriegenossenschaften durch einen angemessenen Rechtsrahmen anregen. Zweitens würde infolge der Bildung der Volksgenossenschaften die kleine Gruppe der großen Kapitalisten, die hauptsächlich in der chinesischen Gemeinschaft anzutreffen war, ein Ende haben, weil sie nicht mehr benötigt würden. Um zu überleben, könnten die Geschäftsleute in den Städten ihre eigenen Genossenschaften gründen, um ihre Interessen zu verteidigen. Ohne die koloniale Administration und Unterstützung Portugals kamen die Maßnahmen von Gonçalves in Stocken. Im Oktober forderte Gonçalves die Planung der Unabhängigkeit Osttimors, da die Verhandlungen mit Portugal nicht vorankamen.
Am 27. Oktober 1975 heiratete Gonçalves in der Kirche Santo António de Motael Olímpia Barreto, deren Schwester Isabel mit dem FRETILIN-Führer Nicolau Lobato verheiratet war.
Als die FRETILIN am 28. November 1975 einseitig die Unabhängigkeit ausrief, wurde Lobato Premierminister und Gonçalves im Kabinett Minister für wirtschaftliche Koordination und Statistik.
Am 7. Dezember begannen die Indonesier  mit der Besetzung Osttimors und landeten mit Truppen in Dili. Isabel wurde mit ihrem Sohn José Maria gefangen genommen und konnte ihn gerade noch an ihre Schwester Olímpia geben, bevor sie zur Exekution gebracht wurde. Olímpia und José Gonçalves adoptierten den Jungen und zogen ihn in der indonesischen Hauptstadt Jakarta auf, ohne seine wahre Identität preiszugeben. Dessen Vater Nicolau starb 1978 im Guerillakampf gegen die Indonesier.
Gonçalves gehörte zu den ersten Gefangenen der Indonesier. Nach der Besetzung wurde am 17. Dezember die Provisorische Regierung Osttimor (PGET) als Marionettenregierung installiert. Gonçalves wurde Mitglied des Beirats der Regierung.
Nach dem Einmarsch der Indonesier trat Gonçalves vor dem Weltsicherheitsrat und einem Komitee des US-Kongresses auf und unterstützte als Zeuge die Version Indonesiens, das Nachbarland sei auf Bitte der UDT und APODETI einmarschiert, um es von der linken FRETILIN zu befreien und dass die Annexion von den Osttimoresen befürwortet werde. Aus seiner Sicht sei die Kolonie als unabhängiger Staat nicht überlebensfähig gewesen. Kein politischer Wettbewerb, sondern die Kampf und Rivalitäten zwischen Familien habe das rückständige Land bestimmt. Den Bürgerkrieg vom August stellte er als von Portugal inszeniert dar. Er habe danach wegen der Menschen als letzter verbliebener Wirtschaftsexperte mit der FRETILIN zusammengearbeitet, nachdem die Portugiesen das Land aufgegeben hatten. Als er sich bereit erklärte Minister zu werden, sei er nicht mit den „radikalen“ Ideen der FRETILIN vertraut gewesen.
Vom Tag des Angriffs auf Dili berichtete Gonçalves, er habe keine Flugzeuge gehört, womit er die Bombardierung der Stadt und die Fallschirmjäger der Indonesier in Frage stellte. Er könne nicht sagen ob Fallschirmspringer vor Ort waren, da er nicht an den Kampfhandlungen teilnahm. Er habe keine gesehen. Gonçalves erklärte noch 1977 vor dem US-Kongress, er habe nur Gewehrschüsse und Mörsergranaten gehört. Er habe am nächsten Tag vor allem Anhänger der UDT und APODETI gesehen. Ob Indonesier darunter waren, hätte er nicht erkennen können, weil er damals die Sprache nicht sprach. Indonesien behauptete in den ersten Jahren, Kämpfer von UDT und APODETI hätten die Stadt erobert.
Trotz dieser Aussagen geben Quellen an, dass sich Gonçalves noch bis zu seinem Tode am Widerstand gegen die indonesische Besatzung Osttimors beteiligte. Sein Adoptivsohn José Maria Barreto Lobato Gonçalves wurde für die FRETILIN Mitglied der Verfassunggebenden Versammlung und des ersten Nationalparlaments des ab 2002 unabhängigen Osttimors.